# Кастанер, Кристоф
Кристо́ф Кастане́р (фр. Christophe Castaner; род. 3 января 1966) — французский политик, член партии «Вперёд, Республика!», государственный секретарь по связям с парламентом Франции (2017—2018), лидер партии «Вперёд, Республика!» (2017—2018), министр внутренних дел Франции с 16 октября 2018 по 6 июля 2020 года.

## Биография
Кристоф Кастанер родился 3 января 1966 года во французской коммуне Ольюле. Получил диплом по международному праву и криминологии в университете Экс-Марсель, затем изучал политологию.

### Карьера
Пришёл в политику на должность технического советника Катрин Тротманн, затем возглавлял канцелярию министра Мишеля Рокара.
В 2001 году избран мэром Форкалькье.
С 2004 по 2012 год — депутат регионального совета Прованс — Альпы — Лазурный Берег.
В 2012 году избран от социалистов депутатом Национального собрания Франции во 2-м округе департамента Альпы Верхнего Прованса, победив во втором туре кандидата Союза за народное движение Жана-Клода Кастеля с результатом 54,04 %.
В 2017 году оказал поддержку Эмманюэлю Макрону при подготовке к президентским выборам. 17 мая 2017 года вступил в должности государственного секретаря по связям с парламентом и официального представителя правительства при формировании первого кабинета Эдуара Филиппа.
18 июня 2017 года во втором туре голосования переизбран депутатом Национального собрания от президентского движения «Вперёд, Республика!» в своём прежнем округе с результатом 61,57 % (в первом туре он получил 44,04 % голосов, на втором месте тогда остался кандидат Непокорённой Франции Лео Вальтер, которого поддержали 16,55 % избирателей). 21 июня 2017 года сохранил свои должности во втором правительстве Филиппа. 21 июля 2017 года отказался от депутатского мандата на время работы в правительстве.
25 октября 2017 года объявил о вступлении в борьбу за пост лидера партии (по информации газеты Le Monde, поддержку Кастанеру оказал президент Макрон, который предпочёл его государственному секретарю при министре экономики и финансов Бенжамену Гриво).
18 ноября 2017 года на первом съезде партии «Вперёд, республика» в Шассё под Лионом, будучи единственным кандидатом, единогласно при двух воздержавшихся избран лидером партии в должности генерального делегата (délégué général). 24 ноября 2017 года Бенжамен Гриво сменил Кастанера в должности официального представителя правительства.

### Министр внутренних дел

#### 2018 год
16 октября 2018 года в результате серии перестановок во втором правительстве Филиппа получил портфель министра внутренних дел.
19 октября 2018 года Национальное бюро партии избрало специалиста по связям с общественностью Филиппа Грангона временно исполняющим обязанности лидера партии до выборов нового генерального делегата.
Осенью 2018 года одной из основных проблем Министерства внутренних дел Франции стало движение «жёлтых жилетов», начавшееся из-за повышения налогов на автомобильное топливо. 1 декабря по всей Франции за нарушения правопорядка были задержаны 680 манифестантов (из них 430 — в Париже), 630 впоследствии оставлены под стражей. 263 человека пострадали в столкновениях, в том числе 81 полицейский. Всего в этот день в демонстрациях участвовали 136 тыс. человек (24 ноября — 166 тыс., а 17 ноября — 282 тысячи).
7 декабря 2018 года общественное мнение Франции было взбудоражено видеосюжетом, распространённым через Интернет. Неизвестный запечатлел десятки лицеистов, накануне задержанных полицией в Мант-ла-Жоли — они стояли на коленях, с руками на затылке или со связанными руками, под охраной полицейских в полной аммуниции. Кастанер публично оправдал действия своего ведомства, заявив, что около сотни экстремистов, вооружённых дубинками и бутылками с горючей жидкостью, смешались с протестующими лицеистами и совершили нападения на сотрудников правопорядка, которые в ответ действовали в соответствии с установленной процедурой. По сведениям газеты Le Monde, было начато расследование с целью установления личности автора видео.
Вечером 11 декабря 2018 года неизвестный открыл стрельбу по толпе на рождественской ярмарке в Страсбурге, три человека погибли на месте, 13 получили ранения. Подозреваемый скрылся с места преступления, а Кристоф Кастанер ещё до полуночи прибыл в Страсбург, объявил о принятии мер к его розыску и усилении мер безопасности на рождественских ярмарках, а также заявил, что военнослужащие, задействованные в операции «Дозорный» по поддержанию общественного порядка, дважды открывали огонь по преступнику.

#### 2019 год
Большой общественный резонанс получило обнаружение 29 июля 2019 года тела Стива Майо Канисо, пропавшего без вести 22 июня 2019 года во время полицейской операции на музыкальном фестивале в Нанте. Выступая перед прессой 30 июля, адвокат семьи Ме Сесиль де Оливейра одобрила выступление премьер-министра Филиппа, назвавшего раскрытие преступления делом государственной важности, но потребовала дождаться официального отчёта Генеральной инспекции национальной полиции на предмет причастности полицейских к гибели молодого человека. Согласно опубликованным в тот же день выводам ГИНП, в ночь на 22 июня группа из 24 полицейских прибыла на музыкальный фестиваль с целью добиться выключения аппаратуры после 4 часов утра — срока, на который организаторы получили разрешение. Возникли беспорядки, в ходе которых несколько человек упали в Луару, но следствие получило также свидетельские показания о падении людей в реку и до вмешательства полиции. В итоге документ констатирует отсутствие доказательств прямой причинно-следственной связи между гибелью Канисо и действиями полиции.
17 сентября 2019 года Кастанер объявил о создании Управления по борьбе с наркотиками (Office anti-stupéfiants, сокращённо Ofast). Новое ведомство насчитывает 150 следователей и 16 территориальных подразделений, его задача — объединить усилия полиции, жандармерии, таможни и магистратуры в борьбе с наркоторговлей.
3 октября 2019 года неизвестный совершил несколько нападений с ножом на сотрудников правоохранительных органов в здании полицейской префектуры Парижа (по первым данным погибли четыре человека и сам преступник). На место событий прибыл Кастанер, а также президент Макрон и премьер-министр Филипп. 5 октября прокурор по делам о терроризме сообщил на пресс-конференции, что нападавший с 2003 года работал в префектуре как специалист по информационным технологиям, но подвергся салафистской радикализации. 9 октября Кастанер сообщил в своём Твиттере о запрещении намеченной на 10 октября манифестации у мэрии города Гонесс, поскольку министр счёл эту акцию направленной на защиту подозреваемого в нападении на префектуру — Микаэля Арпона (Mickaël Harpon).

#### 2020 год
26 января Кастанер объявил о немедленном прекращении использования полицией при усмирении уличных беспорядков гранаты GLI-F4, обладающей слезоточивым, оглушающим и удушающим действием, ввиду появления многочисленных свидетельств о причинении ей серьёзных увечий участникам манифестаций.
31 января Государственный совет приостановил действие циркуляра Кастанера от 19 декабря 2019 года в части, касающейся маркировки избирательных списков в бюллетенях при подготовке муниципальных выборов 15 и 22 марта (в частности, возглавляемую Николя Дюпон-Эньяном партию «Вставай, Франция!» предлагалось обозначать как «крайне правую»). Лидер Республиканцев Кристиан Жакоб выразил удовлетворение тем обстоятельством, что Госсовет предотвратил «маленькие политические манёвры ВР».
16 марта Кастанер объявил о мобилизации 100 тысяч полицейских и жандармов для осуществления режима ограничений на перемещения граждан, впервые в истории Франции введённого президентом Макроном с 17 марта на пятнадцать дней для противодействия эпидемии COVID-19 (за его нарушение установлен штраф в размере от 38 до 135 евро).
8 июня сделал официальное заявление о начале политики «нулевой терпимости» к проявлениям расизма со стороны сил правопорядка и введении запрета на использование полицейскими удушающего приёма, который известен как «contrôle de tête» (фиксирование головы). Демарш был сделан в контексте международного общественного резонанса на гибель Джорджа Флойда в США при задержании и вызвал публичные акции протеста со стороны французских полицейских.
13-15 июня в Дижонском районе Грезийе имели место столкновения представителей чеченской общины с местными преступными группировками после совершённого теми 10 июня нападения на чеченца. В ходе стычек с применением оружия пострадали и полицейские, участвовавшие в восстановлении общественного спокойствия, и Кастанер распорядился установить личности и привлечь к ответственности организаторов беспорядков.
6 июля 2020 года Кастанер исключён из кабинета при формировании правительства Кастекса, в котором портфель министра внутренних дел получил Жеральд Дарманен.

### Возвращение в парламент
4 августа 2020 года вернулся на своё прежнее депутатское место в Национальном собрании, где его временно заменяла Эмманюэль Фонтен-Домезель.
10 сентября 2020 года избран председателем партийной фракции «Вперёд, Республика!» в Национальном собрании, получив 145 голосов (54,72 %) против 120, поданных за депутата от департамента Ивелин Аврору Берже.
19 июня 2022 года проиграл парламентские выборы в своём округе кандидату левого блока NUPES Лео Вальтеру, представляющему партию «Непокорённая Франция», с результатом 48,51 %.

## Семья
Младший из троих сыновей кадрового военного, выходца из небогатой семьи в Шаранте, ветерана французских войн в Индокитае и Алжире. В 17 лет Кристоф Кастанер ушёл из дома и начал самостоятельную жизнь. Женат на банковской служащей, отец двоих дочерей.